# 枣园-南撖遗址
枣园——南撖遗址，位于山西省临汾市翼城县城东约10公里处，是中华人民共和国山西省文物保护单位之一。
1996年1月12日，授予山西省文物保护单位，是一座古遗址。